# Radroute 1 „Brenner–Salurn“
Die Radroute 1 „Brenner–Salurn“ (streckenweise auch Eisacktal-Radroute, Brenner-Radroute oder -Radweg genannt) ist ein weitgehend als eigenständige Radverkehrsanlage ausgebauter Radfernweg, der Südtirol in Nord-Süd-Richtung durchquert. Beginnend am Brennerpass auf 1370 m endet die Verbindung an der Salurner Klause auf 207 m Höhe.
Die Radroute folgt vom Brenner dem Eisack flussabwärts durch das Wipptal und das Eisacktal, wo sie streckenweise auf ehemaligen Bahntrassen und in Tunneln verläuft, und erreicht in Bozen das Etschtal. Von hier folgt sie der Etsch durch das Unterland bis zur Salurner Klause, wo sie an den Trentiner Abschnitt des Etsch-Radwegs anschließt. Die Radroute ist insgesamt 133,7 km lang.

## Streckenbeschreibung

### Brenner–Sterzing

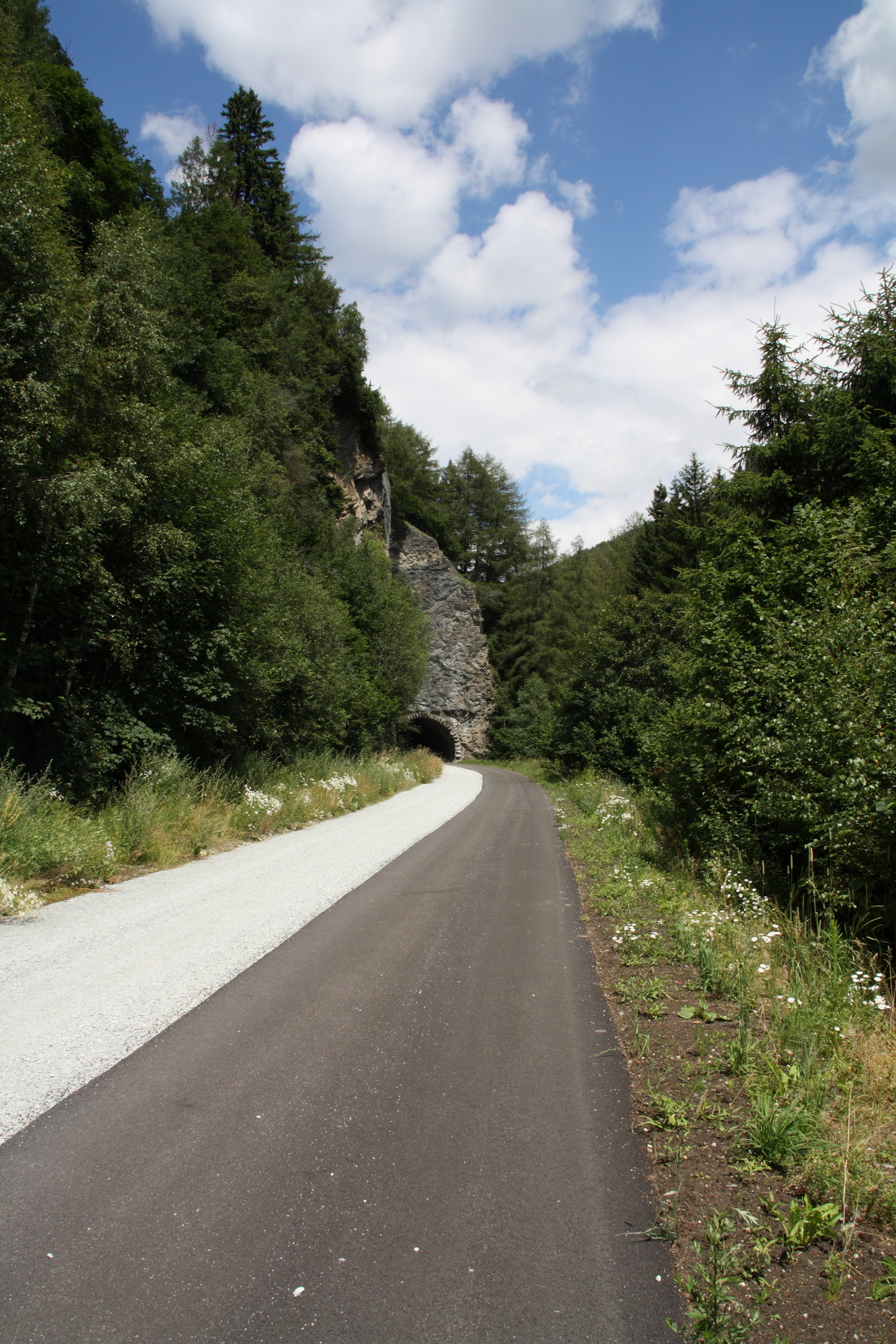
Der Brennerradweg im Bereich zwischen Brennerpass und Gossensaß

Die Radroute beginnt am Brennerpass etwa 600 Meter südlich der Ortschaft Brenner. Von hier aus geht es leicht bergab vorbei an der Ortschaft Brennerbad am Eisack und an der SS 12 entlang. Die Route führt dann durch zwei Tunnel auf der ehemaligen Brennerbahn steil hinab in das Pflerschtal und macht hier eine Schleife. Man erreicht das Wipptal wieder bei der Ortschaft Gossensaß.
Weiter geht es in einem Auf und Ab an der aktiven Bahnstrecke durch die Fraktionen Oberried und Unterried und anschließend wieder parallel zur SS 12, ehe man die Stadt Sterzing erreicht.

### Sterzing–Klausen
Die Radroute führt aus der Altstadt von Sterzing heraus Richtung Süden. Man gelangt auf eine gerade Trasse zwischen der Autobahn A22 und dem Eisack. Nach ungefähr drei Kilometer geht es auf einer sehr ruhigen Straße bergauf nach Stilfes. Auf ruhigen Nebenstraßen führt der Radweg u. a. durch kleine Ortschaften in einem Auf und Ab nach Franzensfeste, wo Anschluss an den Zugverkehr besteht und das Wipptal ins Eisacktal übergeht. Weiter geht es unterhalb der Brennerautobahn zur Abzweigung der Radroute 3 „Pustertal“ Richtung Pustertal. Die Radroute führt rechts weiter zwischen Felsen und Betonmauern, bis man den Vahrner See erreicht. Ab hier ist die Radroute nun ein Stück lang nicht mehr asphaltiert. Es geht auf einem naturbelassenen Weg hinauf/hinab in einen Wald. Dieses Wegstück dauert nicht lange, und man kommt schnell wieder aus dem Wald heraus. Ab hier ist der Weg wieder asphaltiert. Zügig bergab erreicht man die Stadt Brixen. Die Radroute führt weiter am rechten Eisackufer entlang zur südlichen Nachbarstadt Klausen.

### Klausen–Bozen

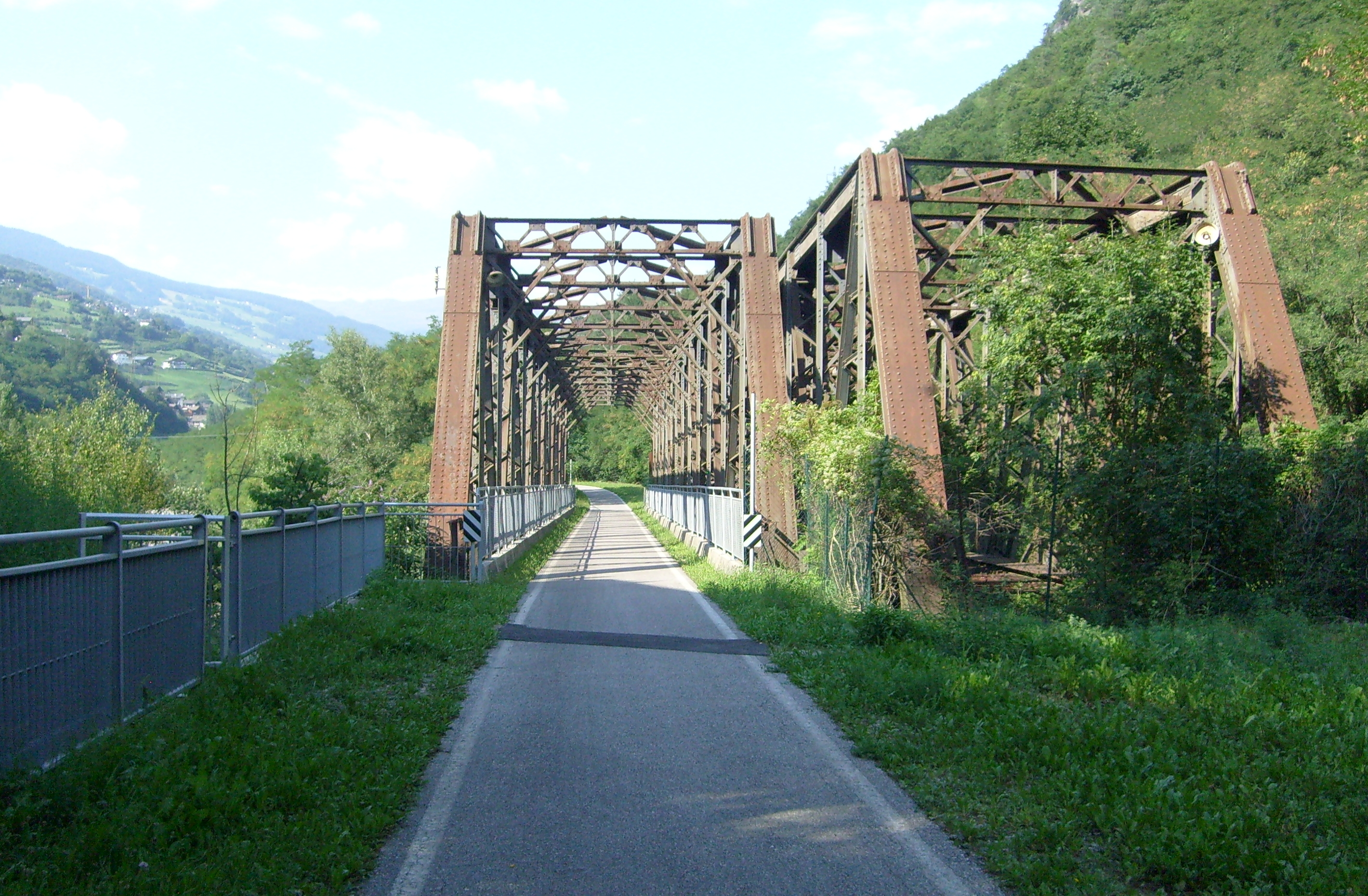
Ehemalige Eisenbahnbrücken südlich von Waidbruck

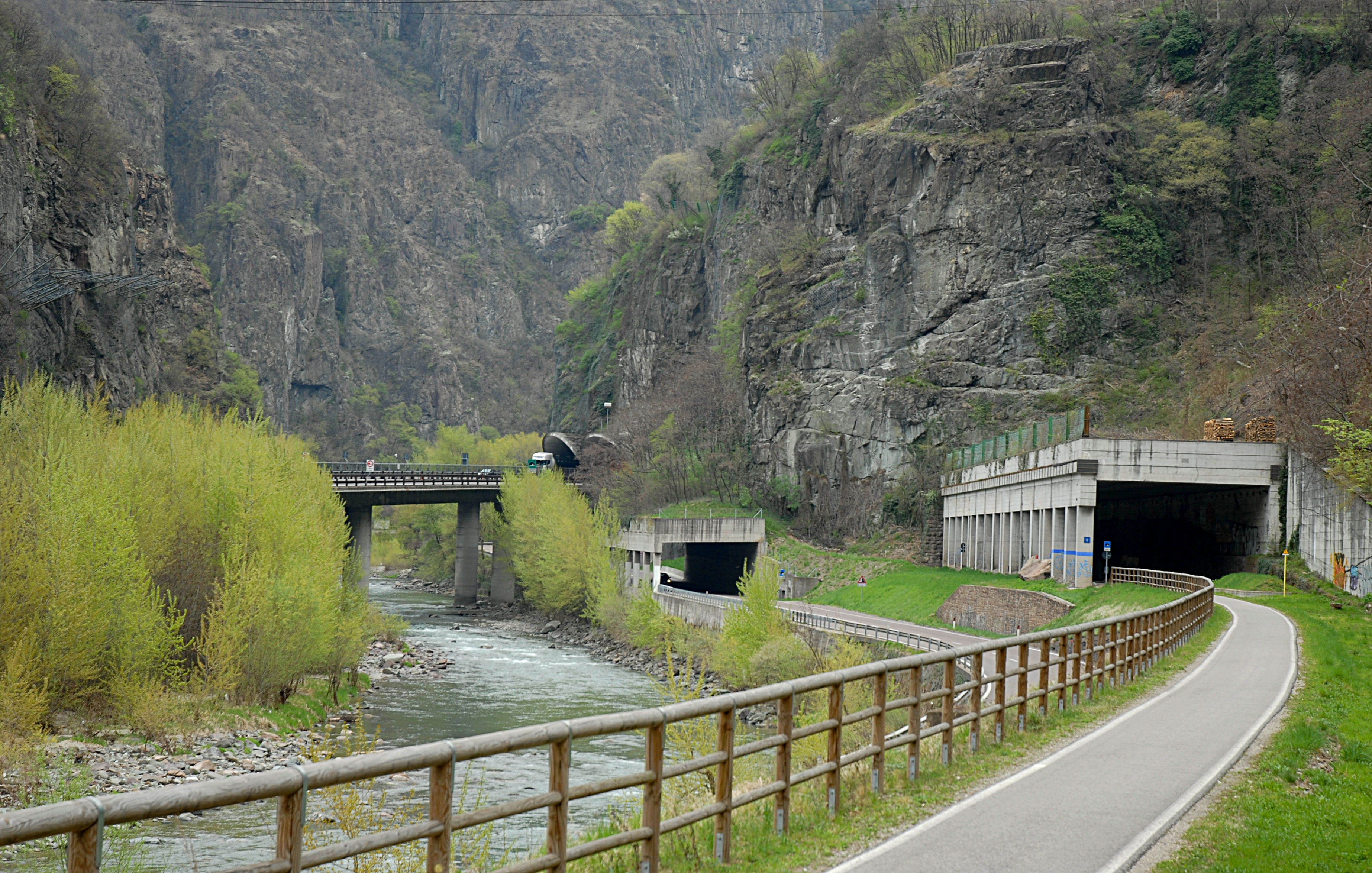
Radroute zwischen Blumau und Kardaun mit Autobahn A22 und SS 12. Hier verläuft die Radroute als Bahntrassenradweg auf der ehemaligen Brennerbahn durch mehrere Tunnels.

Durch die Altstadt von Klausen durch führt die Radroute nun über Waidbruck nach Kollmann, das zur Gemeinde Barbian gehört. Der Weg macht hier eine Schleife, um zum Fluss zu gelangen, und überquert hier mit Hilfe einer Stahlbrücke diesen, um auf die andere Seite zu gelangen. Wieder auf einem ehemals der Brennerbahn dienenden Bahntrassenweg erreicht man die Ortschaft Atzwang. Von hier aus geht es durch sehr viele (beleuchtete) Tunnel in einem schluchtartigen Talabschnitt nach Blumau sowie über das letzte Teilstück, das als Radkunstweg „Augenreise“ gestaltet ist, über Kardaun weiter ins Etschtal nach Bozen, das dem Eisack folgend der Länge nach durchquert wird. Ein großer Teil des innerstädtischen Radweges entlang des Eisack verläuft auf der bis 1980 genutzten ehemaligen Trasse der Bahnstrecke Bozen–Meran.

### Bozen–Salurn
Südlich von Bozen, nahe der Einmündung des Eisack in die Etsch, trifft die Radroute auf die von Nordwesten aus der Gegend von Meran kommende Radroute 2 „Vinschgau–Bozen“. Ab hier ist die Radroute Teil des „Etsch-Radwegs“ bzw. der „Via Claudia Augusta“. Von nun an verläuft die Radroute weitgehend der Etsch entlang (über lange Strecken auf dem Hochwasserschutzdamm des Flusses) mitten im breiten Talboden nahezu ohne Höhenunterschiede südwärts durch das Unterland. Bei Auer besteht ein Anschluss zur Radroute 6 „Fleimstal“. Ohne weitere Ortskerne zu berühren, erreicht die Radroute schließlich bei Salurn an der Salurner Klause die Südtiroler Landesgrenze zum Trentino, wo sie nahtlos in die Radroute Richtung Trient und Verona übergeht.

## Beschilderung und Wegführung

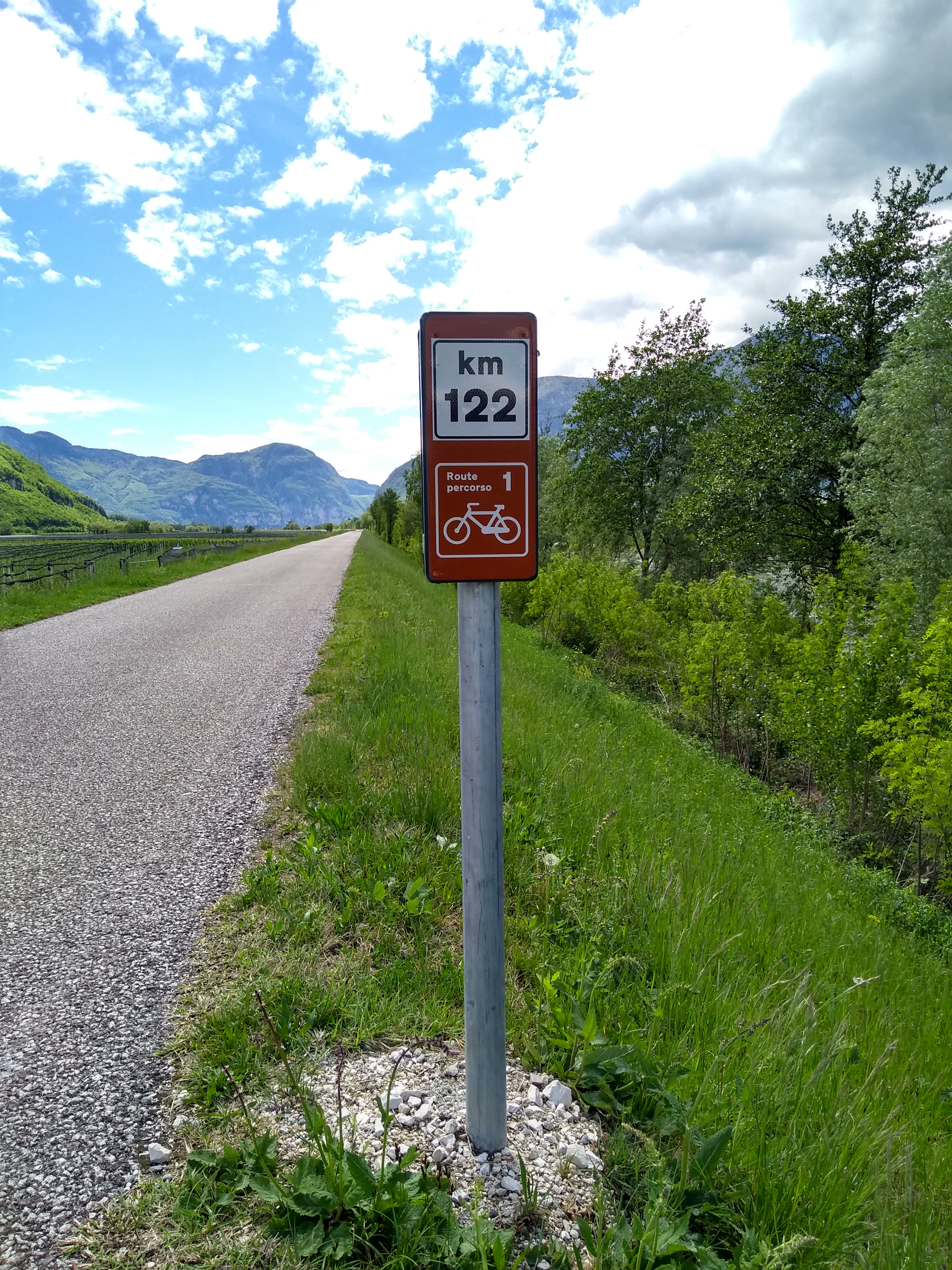
Beschilderung

Die Route war ursprünglich nicht mit einem einheitlichen Logo beschildert. In Gebrauch waren örtlich Bezeichnungen wie „Radroute Brenner–Sterzing“, „Radroute Sterzing–Brixen“ usw. Erst seit 2017 gibt es durch einen Beschluss der Landesregierung eine einheitliche Benennung und Nummerierung der Südtiroler Radrouten, bei der dem Streckenverlauf vom Brenner bis Salurn die Nummer 1 zugewiesen wurde.
Die Radroute ist so konzipiert, dass größtenteils auf eigens angerichteten Radwegen gefahren werden kann. Nur sehr vereinzelt muss auf Nebenstraßen ausgewichen werden.